# Johann Friedrich Franz Burgmüller
Johann Friedrich Franz Burgmüller, közismert nevén Friedrich Burgmüller (Regensburg, 1806. december 4.  – Fontainebleau, 1874. február 13.) német zeneszerző és zongoraművész.

## Életrajz
Regensburgban született Németországban. Apja, August és testvére, Norbert is zenészek voltak. Apja zenés színházakat igazgatott Weimarban és más dél-németországi nagyvárosokban.
1829-ben Kasselbe költözött, hogy Ludwig Spohrtól és Moritz Hauptmanntól tanuljon. Itt volt élete első koncertje 1830. január 14-én, ahol zongorán játszott.
1832-ben, 26 évesen Párizsba költözött, ahol haláláig lakott. Testvérének, Norbertnek 1835-ben tervei voltak rá, hogy csatlakozzon hozzá Párizsban, azonban egy évvel később belefulladt egy aacheni gyógyfürdőbe. Párizsban kifejlesztette stílusának védjegyét (könnyűzene). Sok szalonzenét szerzett, és számos albumot adott ki. Zongorára, gyermekeknek szánt etűdöket is írt.

## Művei
Burgmüller komponált zongoradarabokat, keringőket, noktürnöket, polonézeket és két balettet.

### Balettek
- La Péri
- Lady Harriet

További műveinek listája aszerint látható, hogy adott-e nekik a szerző opusszámot vagy sem.

### Opusszámmal
- 6 Mélodies gracieuses de Bellini, Op.26
- Souvenir de Bellini, Op.27
- Souvenir de Schönbrunn, Op.32
- La Cachucha, Op.36
- Murmures du Rhone, Op.66 (A suttogó vagy morajló Rhône)
- Corbeille de roses, Op.68 (Rózsakosár)
- Fleurs Mélodiques, Op.82 (Virágdallamok)
- Fantaisie Brillante sur 'Ernani' de Verdi, Op.92
- Blaue Äuglein, Op.93 (Kis kék szemek)
- Les Étincelles, Op.97 (Szikrák)
- 25 Études faciles et progressives, Op.100 (25 etűd zongorára)
  - La Candeur
  - La Chevalresque (A lovagias)
  - L'Arabesque
  - Ballade
- 12 Études, Op.105
- 18 Études, Op.109
  - Les perles (A gyöngyszemek)
  - L'Orage (A vihar)

### Opusszám nélkül
- L'ange consolateur
- Ay Chiquita
- 3 Nocturnes for Cello and Guitar
- Le Pardon de Ploërmel
- La Péri
- Souvenirs de Londres